# Te-Tzu Chang
T. T. Chang (Te-Tzu Chang; Shanghái, 3 de abril de 1927 — 24 de marzo de 2006; chino simplificado: 张德慈; chino tradicional: 張德慈) fue un agrónomo, genetista, y naturalista chino.

## Biografía
Chang era aborigen de Shanghái, de una "familia de nobles eruditos". Su padre se graduó en la Universidad San Juan de Shanghái, donde ganó la beca de Indemnización de la Rebelión de los Bóxers, y completó su estudio en EE. UU. Chang tenía tres hermanas mayores y un hermano menor.
Chang terminó sus estudios secundarios en la Escuela San Juan (una escuela media afectada a la Universidad de San Juah) en Shanghái. Chang en principio estudió agronomía en la Universidad de San Juan, donde su padre era alma mater. Después de aproximadamente un año, Chang fue transferido a la Universidad de Nankín en Nankín y se especializó en agronomía y horticultura. Chang se graduó por la Universidad de Nankín con un BSA en 1949.
Tras graduarse, Chang trabajó en el Concejo de Agricultura en Cantón (China), la ciudad capital de la provincia de Cantón. Durante ese período de tiempo Shen Tsung-han (1895–1980, 沈宗瀚, nacido en Ningbo, Zhejiang y fallecido en Taipéi, Taiwán) fue uno de sus mentores. Luego fue el segundo director general del Concejo de Agricultura.
En 1950, Chang se mudó a Taiwán, sirviendo como técnico en el Ministerio de Agricultura. Recomendado por Shen, en 1952 Chang fue a estudiar genética vegetal a la Cornell University quien también fue la alma mater de Shen (Shen recibió su PhD por Cornell). Chang obtuvo su M.Sc. por Cornell en 1954 y continuó su estudio en la University of Minnesota donde obtuvo su PhD en 1959.
En 1959, Chang volvió a Taiwán. Sin embargo, apenas con dos años de permanencia allí, Chang se fue a Filipinas trabajando en el Instituto Internacional de Investigación del Arroz (IRRI) en Los Baños, provincia Laguna. De 1962 a 1991, Chang fue director gral. del IRRI.

## Honores

### Eponimia
- T. T. Chang Genetic Resources Center[2]

### Galardones
Lista de premios recibidos por Chang:
- 1969, medalla John Scott, Filadelfia, USA
- 1978, miembro, American Society of Agronomy (ASA)
- 1980, premio International Service in Agronomy, American Society of Agronomy (ASA)
- 1982, miembro y biólogo contratado, Instituto de Biología, RU
- 1985, miembro Honorario, Crop Science Society of the Philippines
- 1985, miembro, Crop Science Society of America (CSSA)
- 1986, medalla Outstanding Achievement, University of Minnesota, USA
- 1988, premio Rank en Agronomía y Nutrición, Rank Prize Foundation, RU
- Octubre de 1990, medallas Frank N. Meyer y en Plant Germplasm, Cactus and Succulent Society of America (CSSA), USA
- 1990, miembro honorario de investigación, China National Rice Research Institute, & China Academy of Agriculture & Forestry, P.R.China
- 1991, medalla International Service in Crop Science, Crop Science Society of America (CSSA), USA
- 1993, miembro honorario, Society for the Advancement of Breeding Research in Asia and Oceania (SABRAO)
- 1994, medalla SINAG (Guiding Light Award), IRRI, Filipinas
- 1994, miembro extranjero, United States National Academy of Sciences (NAS), USA
- 1996, miembro, National Academy of Agricultural Sciences, India
- 1996, Académico, Academia Sínica, Taipéi
- 1996, miembro del TWAS, Academia de Ciencias para el Mundo en Desarrollo
- 18 de abril de 1997, miembro, Academia Pontificia de las Ciencias, Ciudad del Vaticano
- 1999, Tyler Prize for Environmental Achievement[3]
- La abreviatura «T.T.Chang» se emplea para indicar a Te-Tzu Chang como autoridad en la descripción y clasificación científica de los vegetales.[4]